# 革命造反年代
《革命造反年代：上海文革运动史稿》，李逊著，2015年出版。内容是上海文革历史。

## 评论
- 宋永毅：本书“代表了文革研究从概括性的全国史向细节性的地方史的发展。另一方面，它又从一个独特的视角出发，对整个宏观的文革做出了一些深度的理论思考。”[1]
- 余杰：“本书指出，余秋雨是文艺组的五名核心成员之一，在《学习与批判》、《朝霞》等写作组的重要刊物上发表了若干重头文章。”[2]
- 孟强伟：“从政治身份评定权转移的角度详细梳理了上海文革运动的全过程，给我们理解文革的动因提供了一种新视角。”[3]
- 王国伟：“耗费了作者20多年美好光阴、凭借作者的信念和乐在其中的坚持而完成的书稿”，创造性地提出了概念“革命名分”，谋篇布局合理，语言朴实，“保持了一种历史专业主义的矜持和严谨”，本书是未来文革研究“绕不过去的”。[4][5]
- 严搏非：“李逊此书是迄今为止关于上海文革最详尽的叙述，虽然还可以有其他的角度，但就政治史而言，基本的构架已经完整，而就文革的研究和评价而言，离开了上海文革，几乎就失去了理解这场运动的核心内容”。[6]
- 丁学良：“此书虽然不是全中国范围的文革通史，却是文革的发源地和第一实验地上海市的文革通史，细节繁多，而且处处连接到中央核心的重大决策，弥补了以上三本通史缺少的一大板块”。[7]
- 范世涛：“作者严守学术规范，恰当地使用了口述资料、档案、小报、传单和回忆录等各种类型的史料，陈述的历史过程细节丰富，历史事实扎实可靠。书末的四个附录极见功力，是作者经年累月苦心经营的成果。”[8]